# بانغاسينان
بانغاسينان (بالإنجليزية: Pangasinan) هي محافظة تقع في الفلبين في منطقة إيلوكوس في لوزون. يقدر عدد سكانها بـ 2,779,862 نسمة ومساحتها 5,451.01 كم2 .